# Amphimallon seidlitzi
Amphimallon seidlitzi är en skalbaggsart som beskrevs av Brenske 1891. Amphimallon seidlitzi ingår i släktet Amphimallon och familjen Melolonthidae. Inga underarter finns listade i Catalogue of Life.